# Union City (Géorgie)
Pour les articles homonymes, voir Union City.
Union City est une ville américaine située dans le Comté de Fulton, en Géorgie. Selon le recensement de 2020, sa population est de 26 830 habitants.